# Helix (gènere)
Helix és un gènere de gastròpodes eupulmonats terrestres de la família Helicidae; és el gènere tipus de la família. El gènere Helix és conegut des de l'Oligocè.
Aquest gènere és natiu d'Europa i de la regió mediterrània. Les espècies més conegudes són Helix aspersa i Helix pomatia, que són comestibles apreciats en gastronomia. Els cargols del gènere Helix han estat introduïts a gran part del món, especialment H. aspersa, i han esdevingut plagues de l'agricultura. Els cargols d'aquest gènere usen dards amorosos durant l'aparellament. A més de la seva conquilla calcària es pot observar el cap i la regió del peu.

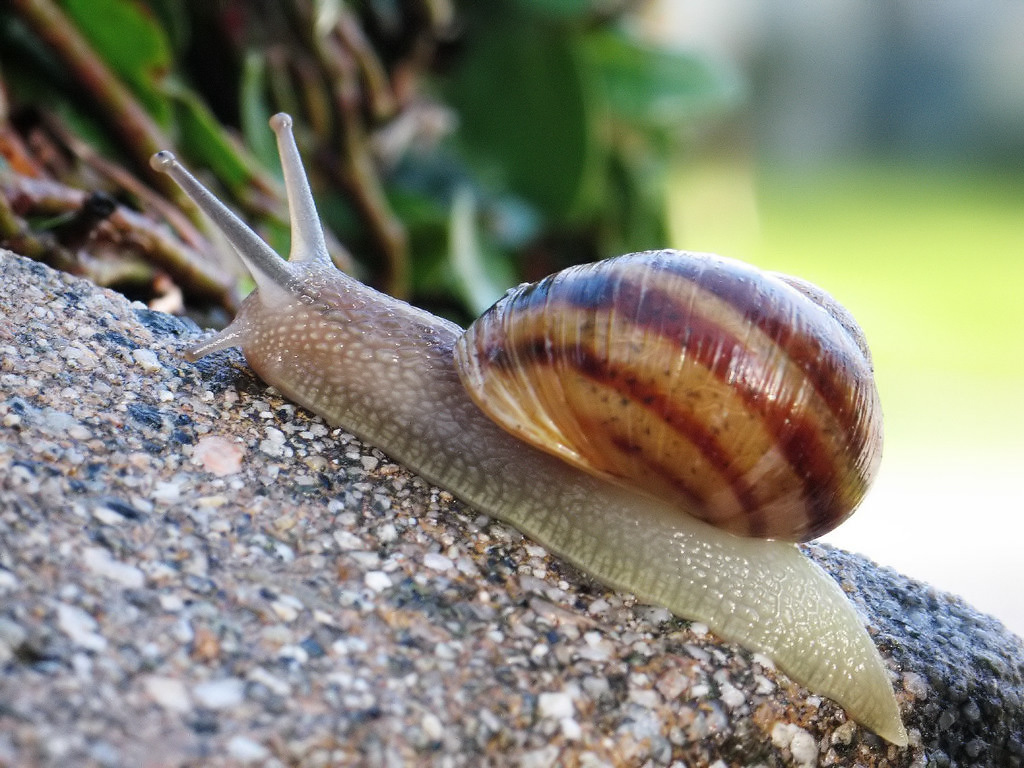
Helix aspersa

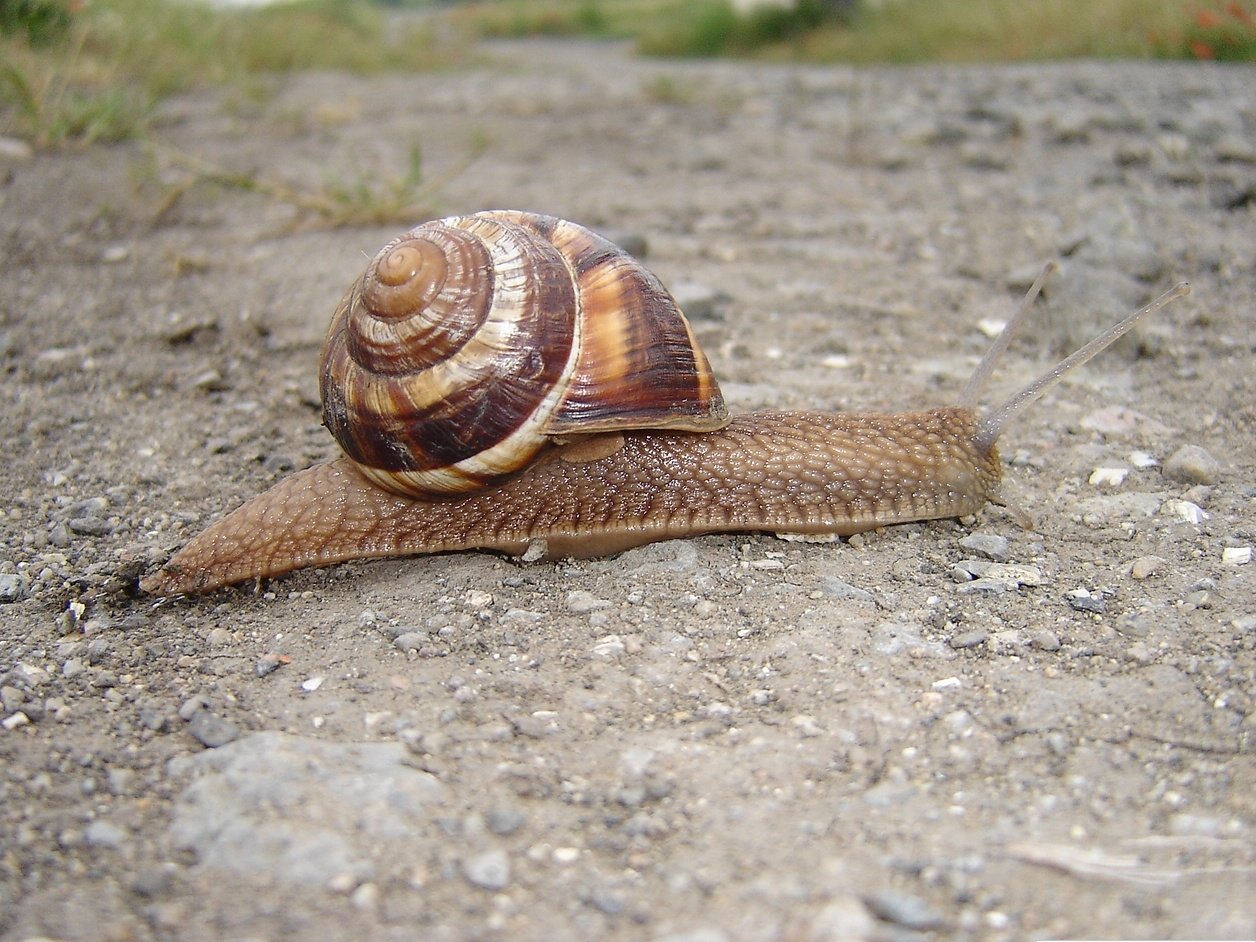
Helix lucorum

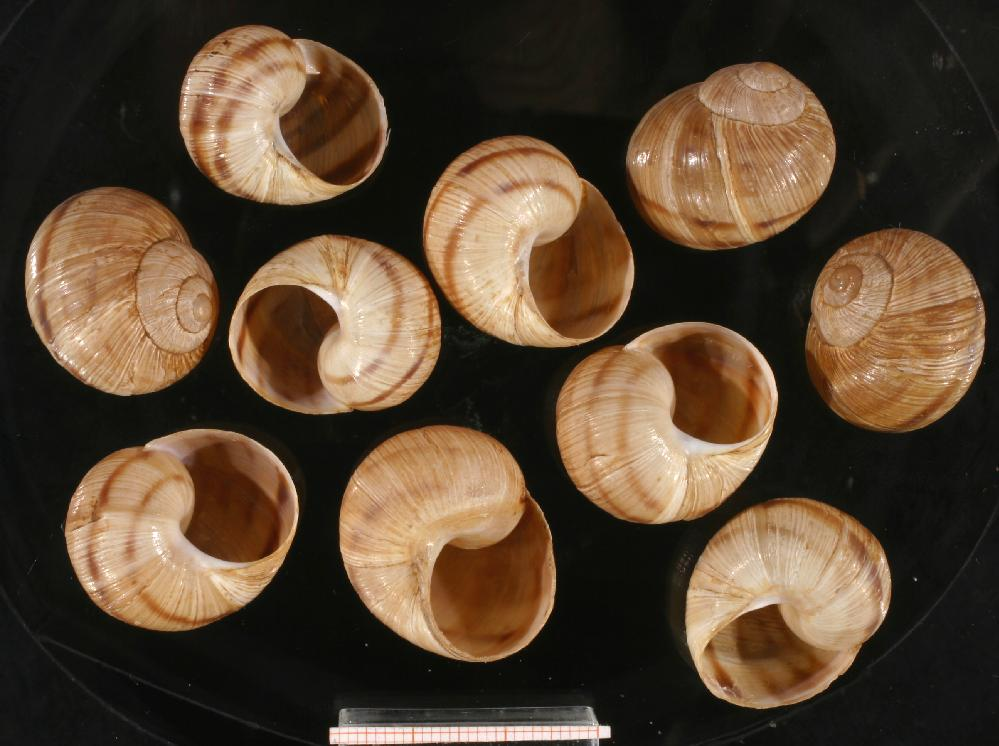
Helix figulina, de l'est de la Mediterrània

## Taxonomia
Els subgèneres u espècies dins el gènere Helix inclouen actualment:
Subgènere Helix
- Helix albescens Rossmaessler, 1839
- Helix lucorum Linnaeus, 1758
- Helix pomatia Linnaeus, 1758
- Helix philibinensis Rossmässler, 1839

Subgènere Pelasga
- Helix pomacella Mousson, 1854
- Helix figulina Rossmässler, 1839

Subgènere Cornu
- Helix aspersa Müller, 1774 - també conegut com a Cantareus aspersus i Cornu aspersum

Subgèneres ?
- Helix aperta Born, 1778
- Helix engaddensis Bourguinat, 1852 -
- Helix buchi Dubois de Montpéreux, 1839[3] El cargol més gros és Helix goderdziana Mumladze, Tarkhnishvili & Pokryszko, 2008[4]).
- Helix godetiana[5]
- † Helix insignis - final del Miocè
- Helix lutescens Rossmässler, 1837
- Helix mazzullii - també conegut com a Cantareus mazzullii
- Helix melanostoma Draparnaud, 1801
- Helix obruta Morelet, 1860[6]
- Helix texta Mousson, 1861[7]

Espècies considerades com sinònims
- Helix corallina Chemnitz, 1795: sinònim de Scalenostoma subulatum (Broderip, 1832)
- Helix coriacea Pallas, 1788: sinònim de Velutina coriacea (Pallas, 1788)
- Helix cyclostomoides Pfeiffer, 1840: sinònim de Vitrinella cyclostomoides (Pfeiffer, 1840)
- Helix decussata Montagu, 1803: sinònim de Rissoina decussata (Montagu, 1803)
- Helix eburnea Mühlfeld, 1824: sinònim de Melanella eburnea (Mühlfeld, 1824)
- Helix flavocincta Mühlfeld, 1829: sinònim de Eulima glabra (da Costa, 1778)
- Helix haliotoidea Linnaeus, 1758: sinònim de Sinum haliotoideum (Linnaeus, 1758)
- Helix janthina Linnaeus, 1758: sinònim de Janthina janthina (Linnaeus, 1758)
- Helix janthina Linnaeus, 1764: sinònim de Janthina prolongata Blainville, 1822: sinònim de Janthina globosa Swainson, 1822
- Helix littorina delle Chiaje, 1828: sinònim de Paludinella littorina (delle Chiaje, 1828): sinònim de Melarhaphe neritoides (Linnaeus, 1758)
- Helix margarita Montagu, 1808: sinònim de Margarites helicinus (Phipps, 1774)
- Helix mespillum Mühlfeld, 1824: sinònim de Echinolittorina mespillum (Mühlfeld, 1824)
- Helix neritoidea Linnaeus, 1758: sinònim de Sinum neritoideum (Linnaeus, 1758)
- Helix nutans Mühlfeld, 1824: sinònim de Melanella nutans (Mühlfeld, 1824)
- Helix paradoxa Born, 1778: sinònim de Chrysostoma paradoxum (Born, 1778)
- Helix petraea Montagu, 1803: sinònim de Melarhaphe neritoides (Linnaeus, 1758)
- Helix scabra Linnaeus, 1758: sinònim de Littoraria scabra (Linnaeus, 1758)
- Helix subcarinata Montagu, 1803: sinònim de Tornus subcarinatus (Montagu, 1803)
- Helix sulphurea C. B. Adams, 1849: sinònim de Tonna pennata (Mörch, 1853)

Alguns taxonomistes treuen les espècies "Helix aperta", "Helix aspersa" i "Helix mazzullii" del gènere Helix i la posen en el seu gènere monotípic com Cantareus apertus, Cornu aspersum i Cantareus mazzullii.